# Phil Coulter
Phil Coulter (Derry, 19 februari 1942) is een Iers muzikant, songwriter en componist.
Coulter werd geboren in de Noord-Ierse stad Derry, waar zijn vader als politieman werkte. Een van Coulters bekendste liedjes, "The Town I Loved So Well", gaat over de sfeer ten tijde van The Troubles, toen ook in zijn geboorteplaats een strijd tussen protestanten en katholieken woedde. Coulter komt uit een muzikale familie: zijn vader speelde viool en zijn moeder piano. Hij ging naar St. Columb's College en vervolgens studeerde hij aan Queen's University te Belfast. In zijn studententijd vormde hij zijn eerste bandje en speelde hij rock-'n-roll. Hij verhuisde in 1964 naar Londen, waar hij arrangeur en songwriter werd bij een muziekuitgever.
Daarna werkte hij vijftien jaar lang samen met Bill Martin. Zij schreven samen tal van liedjes voor populaire zangers in de jaren zestig en zeventig van de twintigste eeuw. In de jaren tachtig oogstte hij vooral succes met eigen materiaal. Hij trad als pianist op met Van Morrison (die hem Cool Filter noemde), Tom Jones, Jerry Lee Lewis en The Rolling Stones. Hij produceerde drie albums voor Planxty. In deze periode raakte hij bevriend met de komiek Billy Connolly.
Hij keerde terug naar Ierland, waar hij een muziekbedrijf oprichtte aan huis in Bray. In 1995 schreef hij op verzoek van de Irish Rugby Football Union "Ireland's Call", dat het volkslied van het nationale rugbyteam is geworden. Coulter heeft 23 platina, 39 gouden en 52 zilveren platen in zijn huis hangen.

## Enige liederen van Phil Coulter
- Puppet on a string  - 1967
- Congratulations - 1968
- My Boy
- The Town I Loved So Well - Door velen gecoverd onder wie Luke Kelly, zanger/gitarist bij The Dubliners.
- Molly Maguires
- Ireland's Call

## Selectie van zijn discografie
- 1981 Words and Music
- 1984 Sea of Tranquility
- 1984 Scottish Tranquility
- 1985 Phil Coulter's Christmas
- 1989 Serenity
- 1989 Forgotten Dreams
- 1989 Peace and Tranquility
- 1990 American Tour '87
- 1992 A Touch of Tranquility
- 1993 Recollections
- 1994 American Tranquility
- 1996 Celtic Horizons
- 1995 Home Away from Home
- 1996 Live Experience
- 1997 Celtic Collections
- 1997 Legends by James Galway & Phil Coulter
- 1998 Winter's Crossing
- 2000 Highland Cathedral
- 2000 Celtic Tranquility [Erin]
- 2001 The Songs I Love So Well
- 2001 Irish Reflections
- 2001 Dreams of Ireland
- 2001 Lake of Shadows
- 2001 Celtic Piano Part I
- 2002 Celtic Piano Part II
- 2002 Classic Tranquility
- 2003 Irish Holiday
- 2005 Celtic Tranquility [Music Club]
- 2005 Celtic Classics
- 2005 Songs For Ireland
- 2005 Parlour Songs
- 2006 Best of Phil Coulter
- 2006 Country Serenity

- Coulter And Company - DVD

- Bibsys: 10048742
- Biblioteca Nacional de España: XX896685
- Bibliothèque nationale de France: cb14013990x (data)
- Gemeinsame Normdatei: 134351541
- International Standard Name Identifier: 0000 0001 1436 3468
- Library of Congress Control Number: no98080457
- Nationale Bibliotheek van Letland: 000045110
- MusicBrainz: 803ead8d-cdc8-4080-85bb-9ac4311edf07
- Nationale Bibliotheek van Tsjechië: mzk2009544707
- Nederlandse Thesaurus van Auteursnamen: 073329657
- SNAC: w6xj235z
- Virtual International Authority File: 208666
- WorldCat: E39PBJht9BrDxhqpQj8qTQRYfq